# 세노 구미라 아지다르마

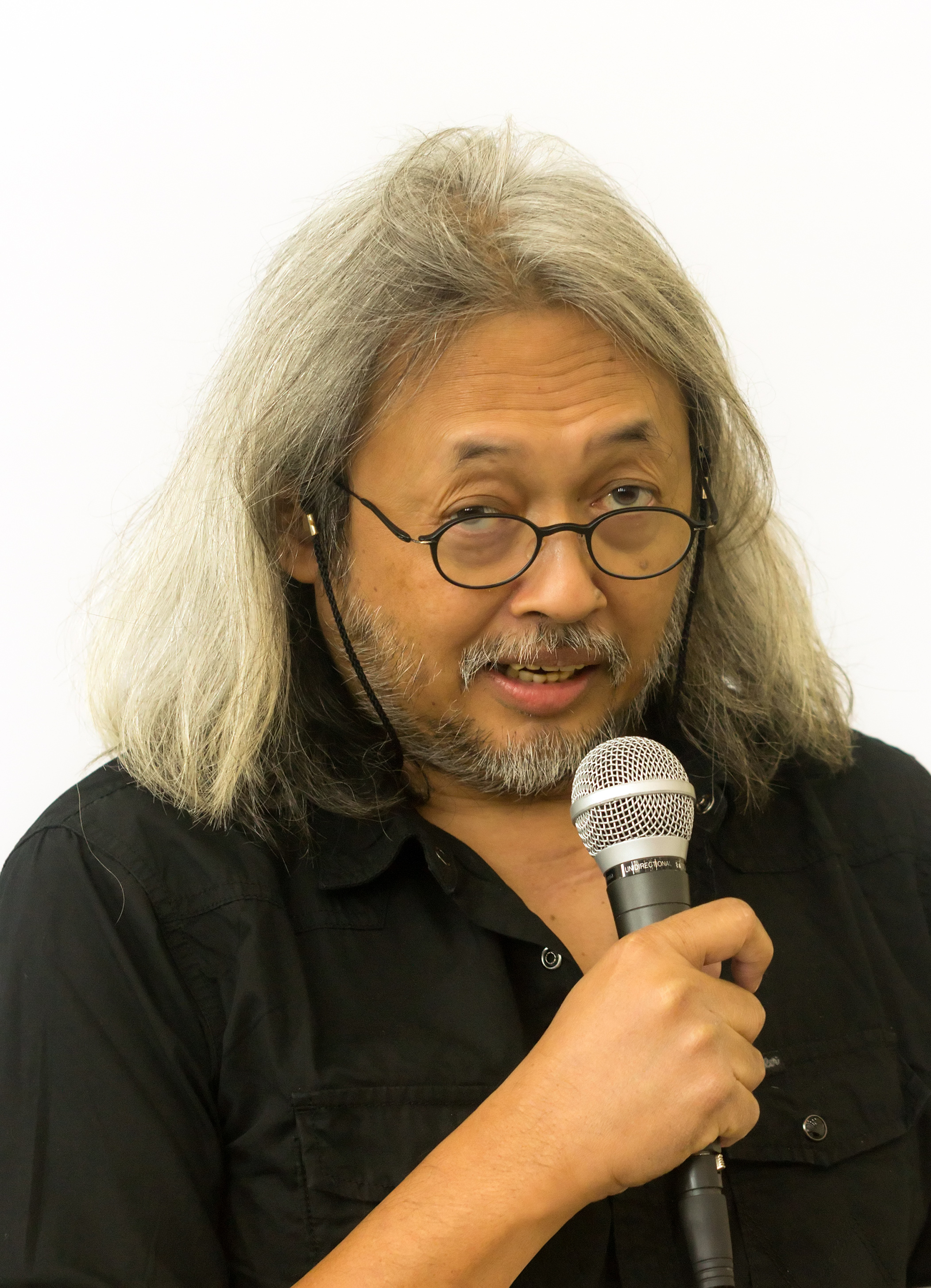
세노 구미라 아지다르마, 2017년

세노 구미라 아지다르마(Seno Gumira Ajidarma, 1958년 6월 19일, 매사추세츠주 보스턴 -)는 인도네시아의 작가, 저널리스트, 사진가이다. 단편 소설, 장편 소설, 에세이, 영화 대본 등을 쓴다. 1997년 동남아시아 작가상을 수상하였고, 2004년, 2005년 연속으로 하툴리스티와 문학상을 수상하였다. 유명한 단편 작품으로는 〈방의 인간(Manusia Kamar, 1988)〉, 〈기묘한 총잡이(Penembak Misterius, 1993)〉, 〈목격자(Saksi Mata, 1994)〉, 〈욕탕에서 노래하지 마시오(Dilarang Menyanyi di Kamar Mandi, 1995)〉, 〈사랑에 대한 하나의 질문(Sebuah Pertanyaan untuk Cinta, 1996)〉, 〈악마는 결코 죽지 않는다(Iblis Tidak Pernah Mati, 1999)〉 등이 있다. 16세 때부터 소설을 쓰기 시작하였으며, 19세가 되던 해부터 저널리스트 활동을 시작하였다. 신문에 실린 단편 소설들로 유명해진 1980년대 이래 30권 이상의 책을 썼다.
세노는 단편을 통해 일상에 대한 문학적 기록을 수행함과 동시에 현대의 사회적, 정치적 조건에 대한 비판의 날을 세운다. 세노는 언론과 출판의 자유에 대한 꾸준한 옹호자로서, 동티모르에서의 군사적 폭력행위 같은 민감한 주제도 단편 〈목격자〉와 장편 《재즈, 향수, 사건(Jazz, Parfum dan Insiden, 1996)》에서 다루기를 주저하지 않는다. 세노가 다룬 또 다른 사회적 주제로는 1980년대 초 동부 자와에서 벌어진 '불가사의한' 살인 사건과 아체 지역의 불안정성 등이 있다.
세노의 신조는 다음과 같다. "저널리즘이 침묵할 때, 문학은 말해야 한다. 저널리즘은 사실을 말하지만, 문학은 진실을 말하기 때문이다."
세노의 스타일은 르포르타주부터 사실주의, 환상 문학까지 다양하다. 2001년 세노 본인에게 직업이 저널리스트, 단편 작가, 시인, 정치 논평가 중 무엇인지, 또 작품 스타일이 초현실주의, 마술적 사실주의, 환상 문학, 포스트모던 저널리즘 중 무엇인지에 대한 질문이 있었을 때, 세노는 이렇게 대답했다. "원하는 대로 부르세요. 그게 내가 하는 거니까요."

## 작품 목록

### 단편집
- 《수캅 세계(Dunia Sukab)》
- 《기묘한 총잡이(Penembak Misterius)》
- 《안개의 땅(Negeri Kabut)》
- 《스트립 댄서의 죽음(Matinya Seorang Penari Telanjang)》
- 《악마는 결코 죽지 않는다(Iblis Tidak Pernah Mati)》
- 《밤의 이름에 관하여(Atas Nama Malam)》
- 《죽음이여 이리 오라(Aku Kesepian Sayang, Datanglah menjelang Kematian)》
- 《도니 오즈먼드의 죽음(Kematian Donny Osmond)》
- 《욕탕에서 노래하지 마시오(Dilarang Menyanyi di Kamar Mandi)》
- 《목격자(Saksi Mata)》
- 《사랑에 대한 하나의 질문(Sebuah Pertanyaan Untuk Cinta)》
- 《말들(Linguae)》

### 장편 소설
- 《재즈, 향수, 사건(Jazz, Parfum dan Insiden)》
- 《황혼의 땅(Negeri Senja)》
- 《현 없는 바이올린(Biola Tak Berdawai)》
- 《넌센스(직역- 쓸모없는 말)의 서(Kitab Omong Kosong)》
- 《칼라티다(Kalatidha)》
- 《도망자 위상그니(Wisanggeni Sang Buronan)》
- 《나가부미(Nagabumi I & II)》

### 논픽션
- 《저널리즘이 침묵할 때 문학은 말해야 한다(Ketika Jurnalisme Dibungkam Sastra Harus Bicara)》
- 《말의 스크린(Layar Kata)》
- 《눈(眼) 이야기(Kisah Mata)》
- 《팔메라에서 온 편지(Surat Dari Palmerah)》
- 《아홉 왈리[4]와 셰이크 시티 즈나르(Sembilan Wali dan Syekh Siti Jenar)》
- 《두개골 깃발: 토론 속의 문화(Panji Tengkorak: Kebudayaan dalam Perbincangan)》